# Walter Marciano
Walter Marciano (São Paulo, 15 september 1931 - Valencia, 21 juni 1961) was een Braziliaans profvoetballer.

## Biografie
Walter begon zijn carrière bij kleinere clubs en maakte in 1955 de overstap van Santos naar Vasco da Gama. Hiermee won hij in 1956 het Campeonato Carioca en het Tournoi de Paris. In 1957 ging hij naar het Spaanse Valencia. Op 21 juni speelde de club een vriendschappelijke wedstrijd tegen de Braziliaanse club Fluminense die met 2-3 verloren werd. Na de wedstrijd kwam Marciano om bij een auto-ongeluk. Fluminense-speler Waldo werd hierna ingelijfd bij de club om hem te vervangen.